# Hoeve Keverberg

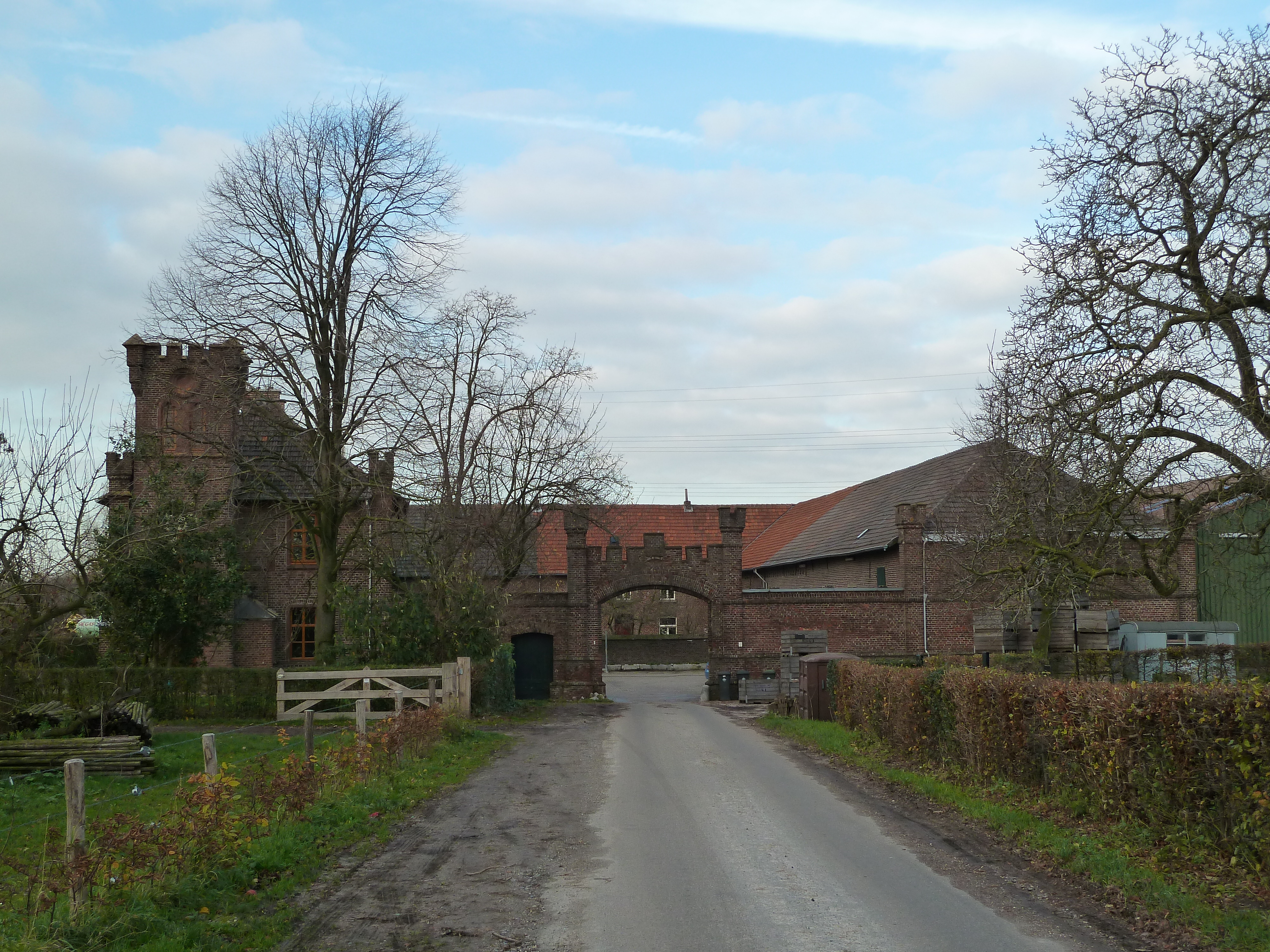
Hoeve Keverberg gezien vanuit het zuiden

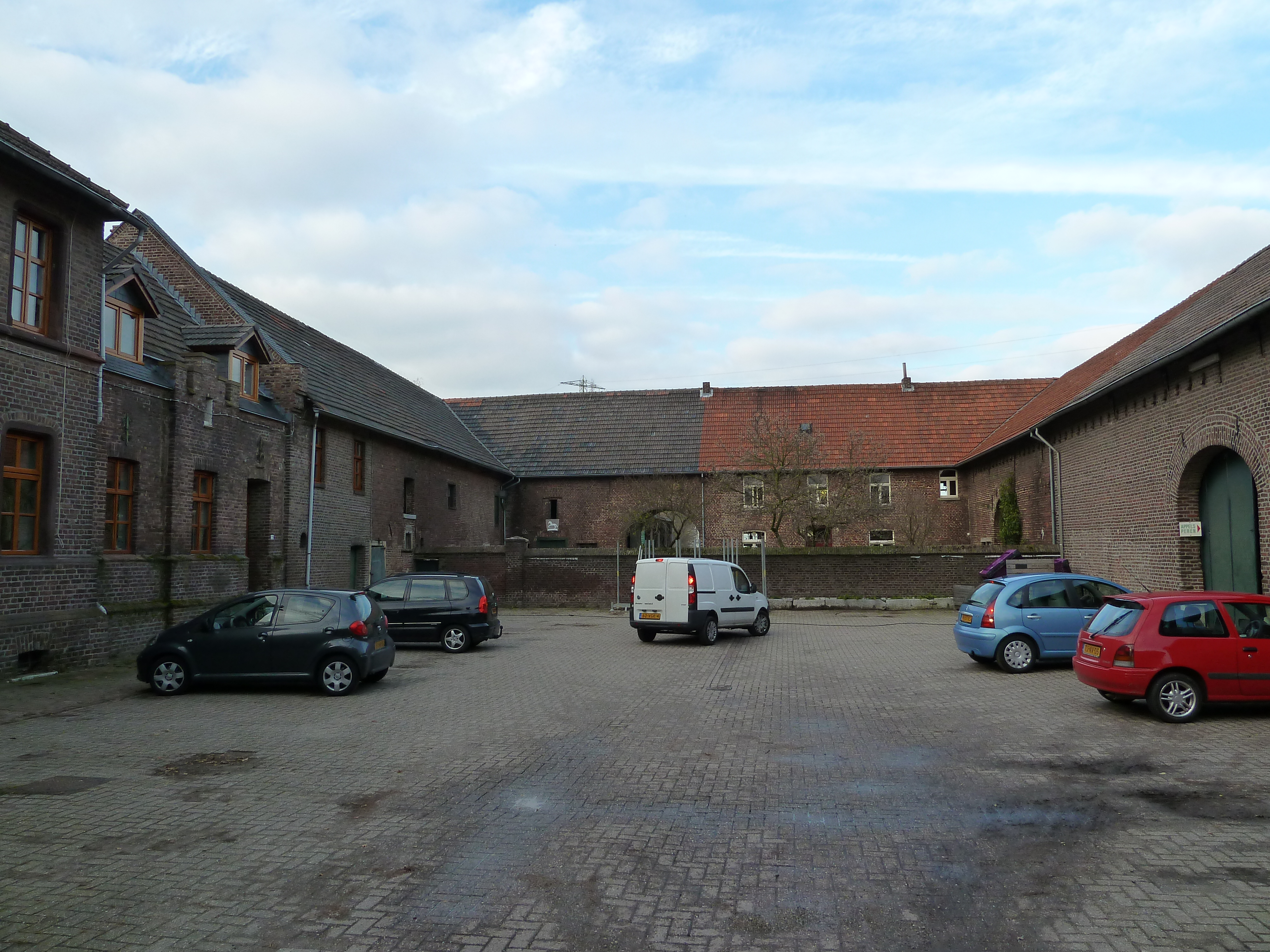
binnenplaats

De Hoeve Keverberg is een historische boerderij in Nederlands Zuid-Limburg in de gemeente Simpelveld. De hoeve staat ten noorden van Huls en ten noordwesten van Simpelveld bovenop het plateau van de Keverberg. Ze ligt eveneens ten westen van Imstenrade en de A76. 
Op ongeveer 200 meter naar het westen ligt de Groeve De Keverberg met daar ten noorden van het bosgebied Putberg.

## Geschiedenis
In 1380 werd de hoeve voor het eerst in de archieven genoemd.
Aan het einde van de 19e eeuw brandde de hoeve vrijwel volledig af en deze werd in 1890 in neogotische stijl opnieuw opgetrokken.
In 2001 werd de hoeve ingeschreven in het rijksmonumentenregister.

## Gebouw
De hoeve is van het type gesloten hoeve op U-vormig plattegrond en is opgetrokken met neogotische en eclectische elementen. De binnenplaats is aan de zuidzijde voorzien van scheidingsmuur met segmentboogvormige toegangspoort.
Het U-vormige complex bestaat uit een woonhuis in het zuidwesten, daar ten noorden van een kleiner pand, gevolgd door voormalige paardenstallen en een schuur. Daarop staat haaks het bedrijfsgebouw met poortdoorgang dat verbouwd is tot woning en stallen. Vervolgens staat daar haaks de schuur- en stalgebouwen. Het woonhuis heeft op de zuidwesthoek een uitgebouwd torengedeelte op vierkant plattegrond en bovenop een plat dak bekroond met kantelen. De zuidelijke toegangspoort is eveneens voorzien van een kantelenbekroning.

## Zie ook

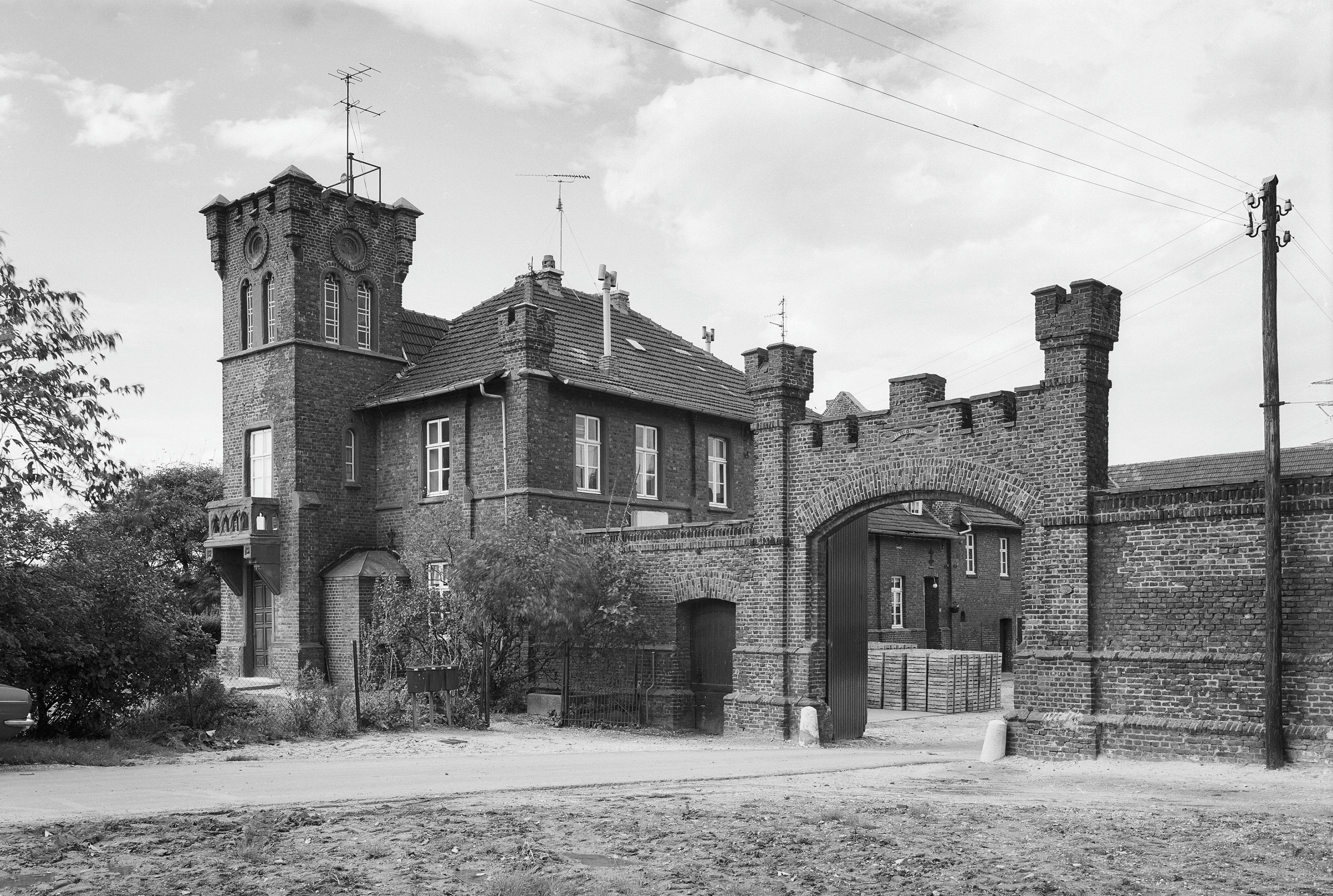
voorgevel
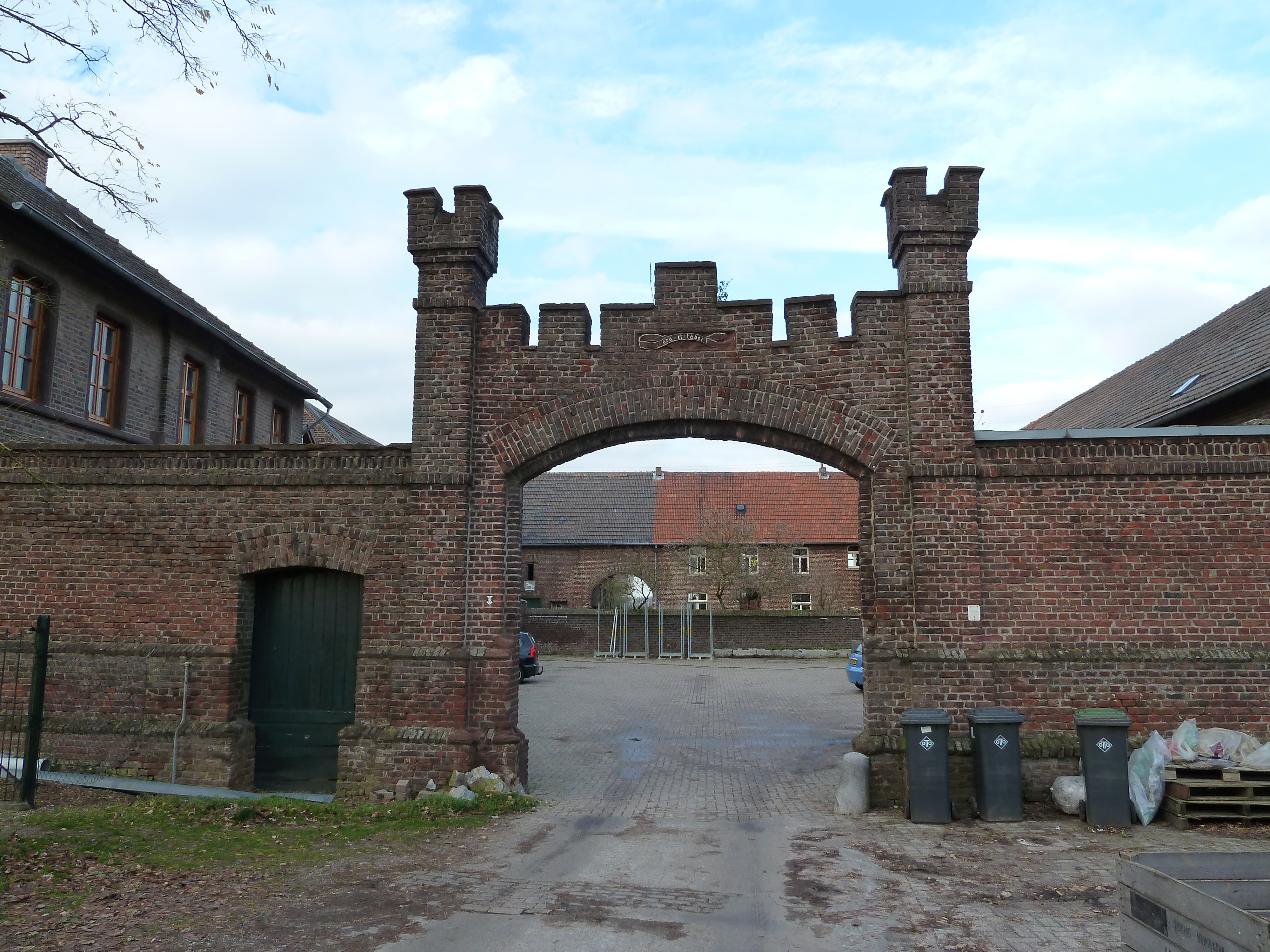
poort aan voorzijde met kantelen
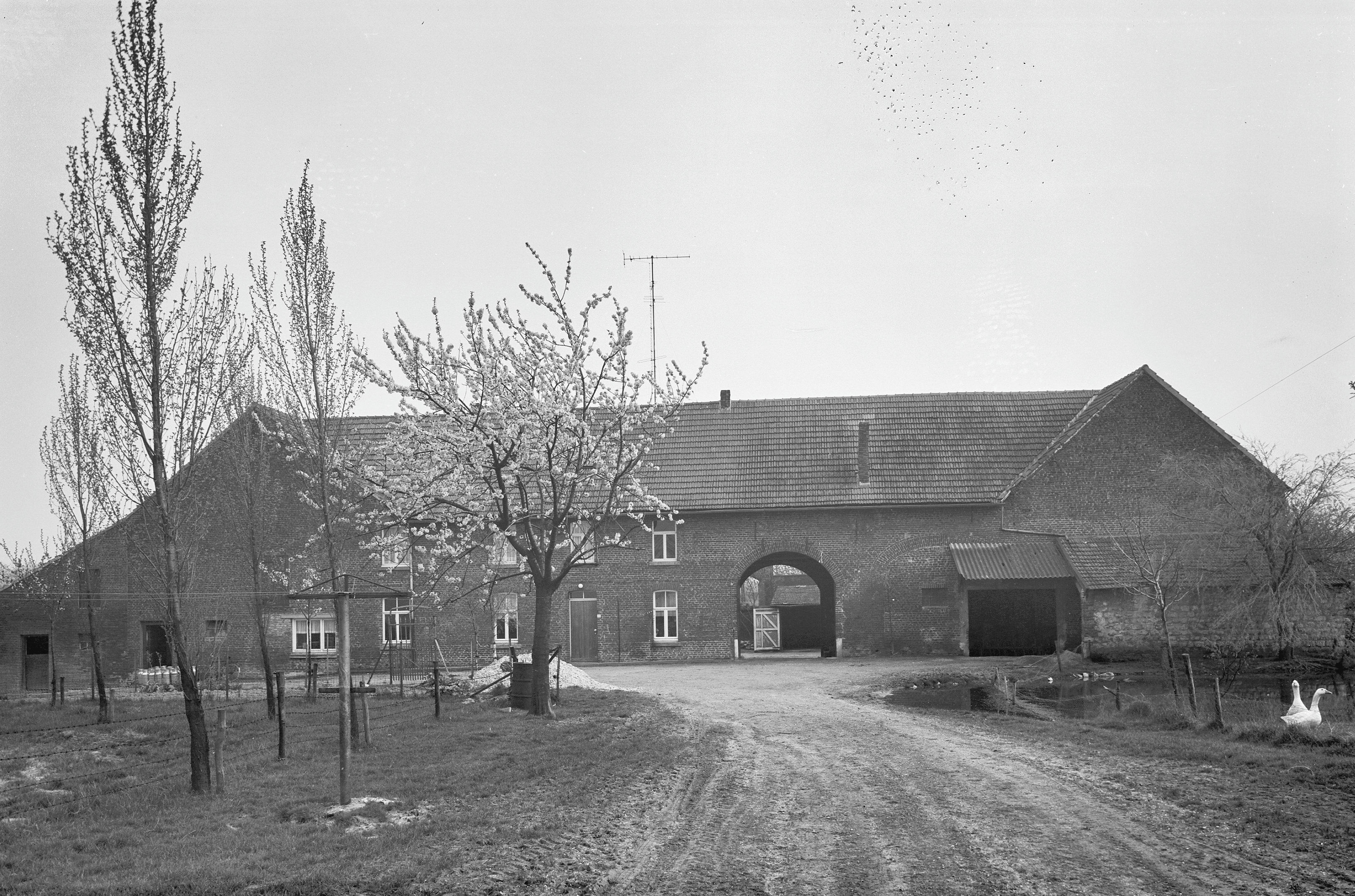
boerderij aan de achterzijde (vanuit het noorden) gezien